# 蘇爾迪拉-格伊塞安卡鄉
45°04′N 27°20′E / 45.067°N 27.333°E
蘇爾迪拉-格伊塞安卡鄉（羅馬尼亞語：Comuna Surdila-Găiseanca, Brăila），是羅馬尼亞的鄉份，位於該國東南部，由布勒伊拉縣負責管轄，面積60平方公里，海拔高度40米，2007年人口2,648，人口密度每平方公里44人。